# Frans De Groodt
Franciscus Antonius (Frans) De Groodt (Antwerpen, 24 februari 1892 – Sint-Niklaas, 15 augustus 1988) was een Belgisch gitarist.
Hij was zoon van goudsmid Antonius Franciscus De Groodt en Catharina Hubertina Diels.
Hij genoot een opleiding tot onderwijzer aan de rijksnormaalschool in Lier. Voor de muziek boezcht hij het Koninklijk Vlaams Conservatorium in Antwerpen. Daar studeerde hij viool, piano en mandoline (bij Silvio Ranieri) en gitaar (bij Emilio Pujol). Hij bleef echter onderwijzer in Willebroek en Antwerpen, maar gaf ook gitaar les aan muziekacademies in Deurne (Jozef Van Poppel, 1942-1976) en in Borgerhout (1946-1976). Hij was binnen en buiten België bekend, speelde kamermuziek in Collegium Musicum Antwerpiense, mandoline in het mandolineorkest Koninklijke Estudiantina La Napolitane en trad op met de orkesten van de Belgische Omroepen (Vlaams en Waals).
Van zijn hand verschenen de opleidingsboeken Kleine mandoline- of banjoschool (1947) en Kleine gitaar- of luitschool (1947). Hij geldt als een van de belangrijkste promotors van de gitaarmuziek in België, onder andere via propaganda-avonden voor wat later de "Vereniging voor gitaristen in Nederland en België Constantijn Huygens" zou worden.
Hij was in 1943 de gitaarleraar van Bobbejaan Schoepen.